# Baarstoel

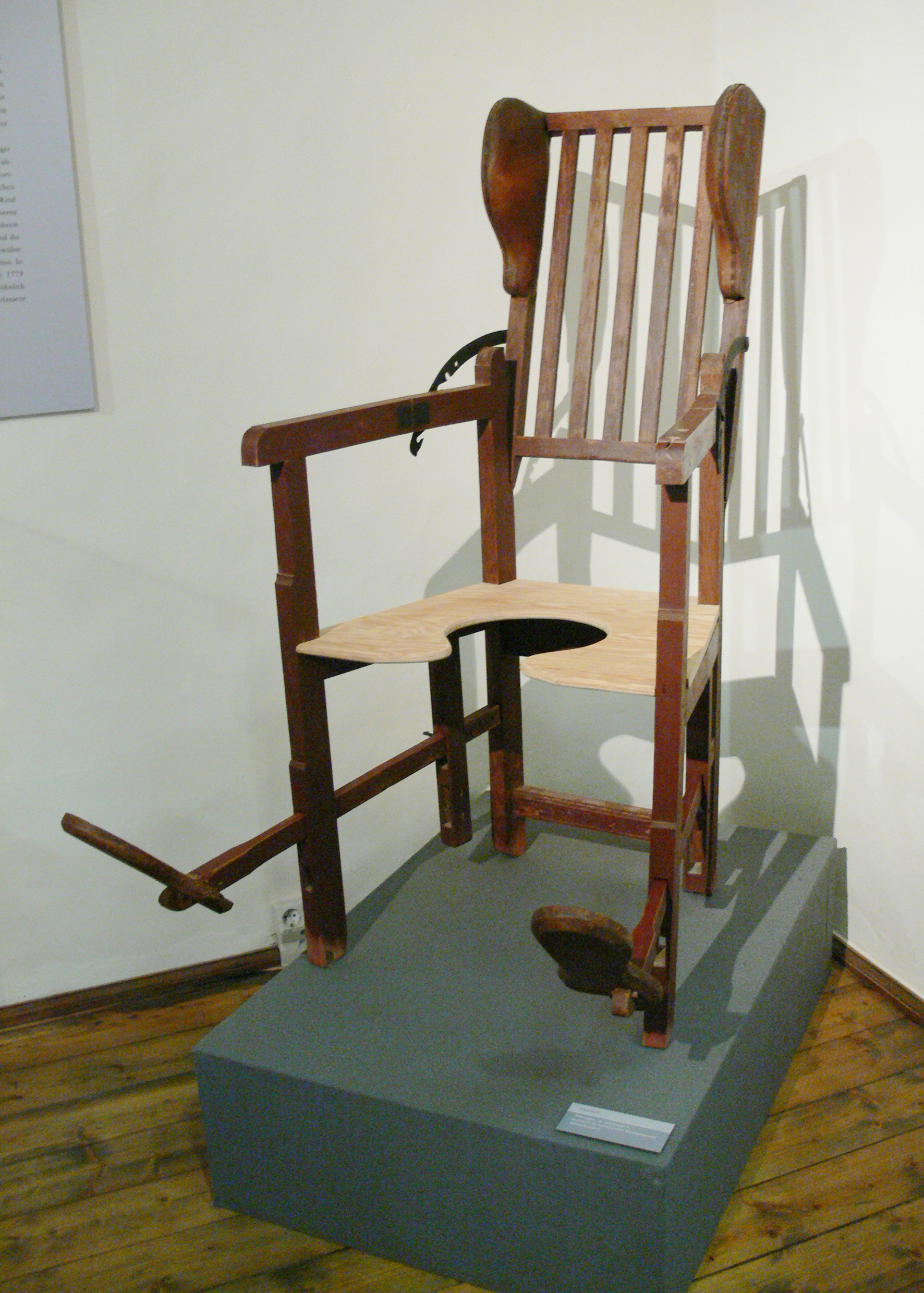
19e-eeuwse baarstoel

De baarstoel is een speciaal voor het vergemakkelijken van een bevalling ontworpen stoel.
Een belangrijk aspect is de meer verticale houding van de moeder tijdens de bevalling waardoor de zwaartekracht in het voordeel wordt benut. Bij een liggende houding moet de barende vrouw tegen de zwaartekracht in persen.
De baarstoel werd al in de 17e eeuw, in de tijd van Johannes Vermeer die bij zijn vrouw 11 kinderen verwekte, gebruikt. Ook in het oude Egypte schijnen baarstoelen gebruikt te zijn. In oude Egyptische hiërogliefen wordt een vrouw getoond in gehurkte positie. Onder beide voeten bevindt zich een steen. Hier is van zitten dus geen sprake.
Baarkruk en baarschelp zijn varianten van de baarstoel die enkele nadelen van de baarstoel niet hebben. Het verschil tussen een baarkruk en een baarschelp is dat de eerste strikt zitten als op een toilet inhoudt en alleen op de grond toegepast kan worden. De baarschelp is ontworpen om de diepe inlandse hurkzit mogelijk te maken, waarmee een grotere bekkenuitgang bereikt kan worden dan op de baarkruk. De baarschelp is bedoeld op bed te gebruiken waarmee de werkhouding van zowel de barende vrouw als de verloskundige verbeterd is.